# 万田野
万田野（まんだの）は、千葉県市原市の加茂地区にある大字。郵便番号は290-0549。

## 概要
市原市南部に位置する。

## 地理
北は高滝、東は本郷、飯給、西は木更津市、南は柿木台、君津市久留里と接している。

## 歴史

### 沿革
江戸時代には上総国市原郡に属する村であった。1889年（明治22年）の町村制施行に際し、里見村の一部となる。その後の市町村合併により、1954年（昭和29年）に加茂村、1967年（昭和42年）に市原市の一部となった。

## 世帯数と人口
2022年（令和4年）4月1日現在の世帯数と人口は以下の通りである。
| 町丁字 | 世帯数  | 人口  |
| ------ | ------- | ----- |
| 万田野 | 145世帯 | 217人 |

## 通学区域
市立小学校・市立中学校と県立高等学校の通学区域は以下の通りである。
| 町丁字 | 範囲 | 小学校             | 中学校             | 高等学校 |
| ------ | ---- | ------------------ | ------------------ | -------- |
| 万田野 | 全域 | 市原市立加茂小学校 | 市原市立加茂中学校 | 第9学区  |

## 施設
- 昭和村
- （株）山工
- （有）丸和建材社 市原工場

## 交通

### 鉄道
駅はないが、最寄りは、飯給駅である。

### バス
なし

### 道路
- 千葉県道160号加茂木更津線